# Begrabt mein Herz an der Biegung des Flusses
Begrabt mein Herz an der Biegung des Flusses (Originaltitel: „Bury My Heart at Wounded Knee“) ist ein Sachbuch des US-amerikanischen Autors Dee Brown aus dem Jahr 1970. 
Es beschreibt die Geschichte der Indianerkriege im Gebiet der heutigen USA von den 1860er Jahren bis zum titelgebenden Massaker von Wounded Knee im Jahr 1890.

## Inhalt
Das Buch beschäftigt sich im Wesentlichen mit den Jahren 1860 bis 1890, der sogenannten „Erschließung des amerikanischen Westens“. Es ist die Zeit der großen Landnahmen, Vertreibung und Dezimierung der indigenen Völker. Die weiße Bevölkerung wuchs in diesen Jahren von 20 bis 30 Millionen auf ca. 90 Millionen, die Anzahl der Indianer schrumpfte insgesamt von 1 Million auf weit unter 0,3 Millionen. Durch Verträge und Vertragsbrüche, Goldrausch, Krieg und Vertreibung verloren die Indianer fast ihr gesamtes Land. Am Ende dieser Zeit gab es keine freilebenden Stämme mehr. Die Überlebenden wurden zum Leben in Reservaten gezwungen. Dee Brown schreibt im Vorwort: „Es war eine unglaubliche Ära der Gewalt, Habgier, Verwegenheit, Sentimentalität und hemmungslosen Ausschweifung (…) Während dieser Zeit wurden Kultur und Zivilisation der amerikanischen Indianer vernichtet (…)“.
Das Buch beginnt mit einer kurzen Zusammenfassung der Entwicklungen in Nordamerika seit der Ankunft der ersten europäischen Siedler im frühen 17. Jahrhundert. Die Geschehnisse in Neuengland und insbesondere der Indian Removal Act von 1830 werden kurz angerissen. Im Einzelnen werden dann die Konflikte und Schicksale einiger bedeutender Indianerstämme der westlichen Ebenen Nordamerikas behandelt, die unter der aggressiven Landnahme durch weiße Siedler zu leiden hatten, wie die Navajo, die Cheyenne, die Apachen und die Comanchen. Großen Raum nehmen dabei die Lakota-Sioux und deren Anführer ein, wie Little Crow, Red Cloud, Crazy Horse und Sitting Bull. Die Verbringung dieses Stammes in die Pine Ridge Reservation, die Entstehung der Geistertanz-Bewegung um Wovoka und das letztlich daraus resultierende Massaker am Wounded Knee bilden den Höhepunkt und den Abschluss. 
Ausführliche Schilderungen der jeweiligen Persönlichkeit wichtiger Protagonisten wie Cochise, Geronimo, Ely Samuel Parker und vieler anderer sowie zeitgenössische Porträtaufnahmen runden das Werk ab.
Jedem Kapitel ist ein tabellarischer Vorspann zum zeitgeschichtlichen Umfeld vorangestellt.

## Rezeption
„Begrabt mein Herz an der Biegung des Flusses“ erfreut sich bis heute großer Beliebtheit und Wertschätzung und gehört sicherlich zu den Standardwerken zum Thema. Insbesondere in den USA hat es zu einem neuen Interesse an den amerikanischen Ureinwohnern geführt, deren Schicksal bis dahin nur unzureichend oder aus dem Blickwinkel der weißen Eroberer wahrgenommen wurde.
Kritik wird mitunter dahingehend geäußert, dass das Werk zu einseitig die indianische Sichtweise schildere. Dass Indianer ebenfalls grausame Kriege gegen ihresgleichen führten und andere Völker aus ihren Siedlungsgebieten vertrieben, werde zu wenig thematisiert. Dieser Kritik wird entgegengehalten, dass diese Tatsachen im Buch keineswegs verschwiegen würden.

## Verfilmung
Im Jahr 2007 wurde durch die US-Filmgesellschaft HBO Films eine Umsetzung für das Fernsehen produziert. Der preisgekrönte Fernsehfilm mit dem deutschen Titel Begrabt mein Herz am Wounded Knee behandelt die letzten beiden Kapitel des Buches bis zum Massaker am Wounded Knee aus der Sicht des indianischen Arztes Charles Eastman, der als Erwachsener von Adam Beach gespielt wird. Es hat eine Länge von 127 Minuten, Regie führte Yves Simoneau, weiterhin besetzt mit Aidan Quinn, August Schellenberg und Anna Paquin. Die deutsche Fassung wurde erstmals 2013 auf Sky Atlantic HD gezeigt.